# MSNBC
MSNBC és un canal de notícies nord-americà que emet per cable les 24 hores del dia. El seu nom sorgeix de la combinació de Microsoft i NBC. Va aparèixer en 1995 en competència amb Cable News Network (CNN), i l'any 2014 es va considerar el tercer canal del seu gènere en audiència als Estats Units, després de FOX News i la CNN. Està disponible per a una població d'uns 83,6 milions de llars als Estats Units i emet principalment des dels seus estudis a Secaucus a l'estat de Nova Jersey. Al final de desembre de 2005, Microsoft va anunciar un pla de venda de les accions que posseeix de la cadena a NBC Universal, que es quedarà, en un termini de dos anys, amb el 100% de les accions de la companyia.
A març del 2009 va signar una aliança amb el canal de notícies xilè 24 Hores (propietat de l'emissora estatal Televisió Nacional de Xile (TVN)), la qual va començar les seves transmissions el dia 4 del mateix mes. Amb aquesta aliança li fan front a la CNN, qui feia exactament dos mesos havia inaugurat les transmissions de la seva filial local CNN Xile.
El 2015, per ajudar a reviure la xarxa, que queia en les audiències, Griffin es va canviar la programació d'esquerres i opinió a una programació de notícies. Gairebé tots els programes de notícies amb opinions diürnes es van substituir per programes de notícies més genèrics. El gener de 2021, MSNBC va tenir la seva setmana més ben valorada després de l'Assalt al Capitoli dels Estats Units de 2021, superant les valoracions de Fox News per primera vegada des de l'any 2000. i el febrer de 2021 Rashida Jones succeiria a Phil Griffin com a president el 2021.